# Ray Nance

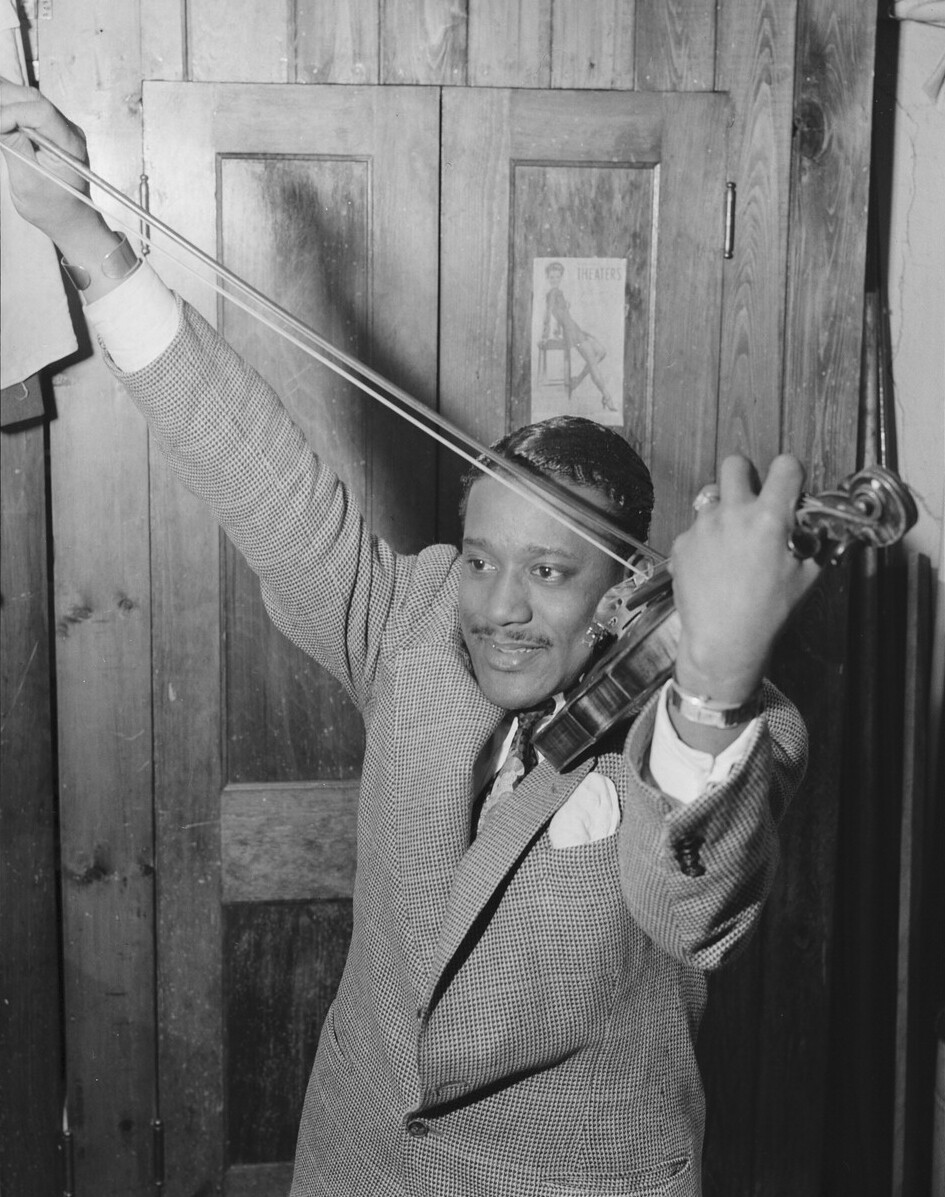
Ray Nance

Willis Raymond „Ray“ Nance (* 10. Dezember 1913 in Chicago, Illinois; † 28. Januar 1976 in New York City, New York) war ein amerikanischer Jazz-Trompeter, Violinist und Sänger.
Nance begann 1932 als Musiker zu arbeiten. Er leitete bis 1937 eine eigene Gruppe in Chicago, spielte dann bei Earl Hines (1938) und Horace Henderson (1939). Von 1940 bis 1963 spielte er mit der Band von Duke Ellington, nachdem er Cootie Williams als Trompeter in Ellingtons Orchester ersetzt hatte. Erstmals zu hören ist er auf Duke Ellington at Fargo, 1940 Live. Außerdem war er der einzige Geiger in Ellingtons Orchester, zu hören in Titeln wie „Moon Mist“, außerdem trat er als Sänger mit Titeln wie „A Slip of the Lip“ hervor. Nance hatte wesentlichen Anteil an der Ellington-Komposition „Take the A-Train“ und glänzte bei der Aufnahme von 1941 als Solist. Mit seinen humoristischen Einlagen war er wichtiger Bestandteil der Bühnenshow des Ellington-Orchesters. Nance blieb bis 1963 in dessen Band und startete danach eine Solokarriere; 1964 und 1965 spielte er mit Paul Lavalle, um dann wieder mit Ellington aufzutreten. Er ist auch auf Schallplatten mit Barney Bigard, mit Johnny Hodges, mit Una Mae Carlisle, Ahmed Abdul-Malik, Rosemary Clooney und mit Slam Stewart zu hören, sowie  mit Jaki Byard und Chico Hamilton. Auf einer Englandtournee 1974 spielte er mit Chris Barber.

## Aufnahmen unter eigenem Namen
- The Non-Ducal Violin Recordings, 1940–1949, Ab Fable 2005